# Œnophilie

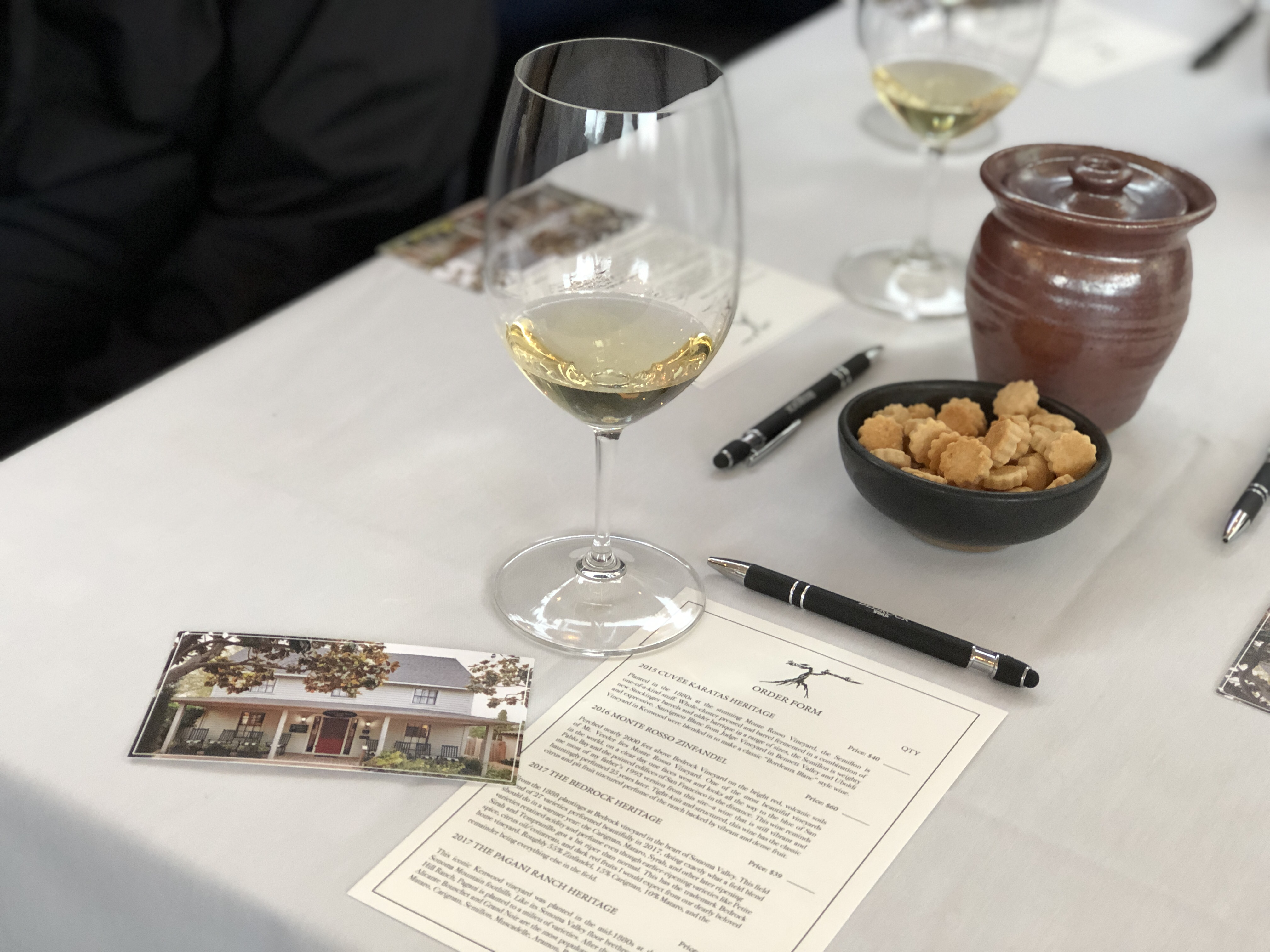
Dégustation de vin.

Ne doit pas être confondu avec Œnologie ou Œnographilie.
L'œnophilie se rapporte à l'intérêt culturel pour la vigne et le vin en général. Cette passion s'articule autour de l'étude du vin, de sa dégustation, et de son intégration dans divers aspects de la culture. Elle peut se décliner en plusieurs thèmes : 
- Dégustation du vin
- Œnotourisme
- Histoire de la vigne et du vin
- Vin et culture
- Vin et religion
- Gastronomie de la vigne et du vin
- Œnographilie
- Placomusophilie
- Buttappoenophile

## Étymologie
Le terme œnophilie provient du grec « oinos philos » qui signifie : ami du vin. L'œnophile est un amateur de vin.

## Historique

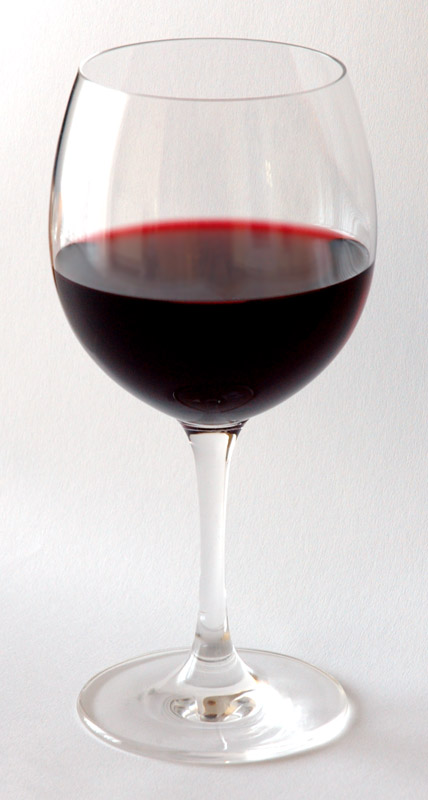
Vin rouge dans un verre à pied.

Du début du XVII jusqu'au XVIIIe siècle, le discours sur les vins a évolué, cela deviendra les prémices de l'œnophilie. De son statut de vin médecin, il est devenu un élément de la gastronomie. Le Champagne mousseux a joué un rôle de précurseur dans ce changement. Ces changements concernent au départ les consommateurs de l'aristocratie, des élites fortunées, situées dans les grandes villes. Ces personnes et leurs influences en politique ont contribué à l'apparition de l'œnophilie.
Au XVIIIe siècle, influencé par la consommation de Champagne, de Bourgogne et de Bordeaux, des connaisseurs apparaissent dans la société, et sont identifiés en Angleterre, en France, en Belgique et en Allemagne.
L'œnophilie émerge au XIXe siècle, initialement réservée à l'aristocratie et centrée sur des vins prestigieux comme le Champagne, la Bourgogne et Bordeaux. Avec l'avènement de la bourgeoisie, la volonté de distinction sociale propage l'œnophilie. Le terme "gourmet" apparaît, associé aux amateurs éclairés de vin et de mets fins. Le service à la russe encourage la réflexion sur les accords mets-vins. Le terme « œnophile » est retrouvé dans l'ouvrage de Jules Guyot Culture de la vigne et vinification, datant de 1860.
Au XIXe siècle, la Troisième République, le tourisme, la gastronomie régionale, élargissent l'œnophilie au-delà de l'élite. L'évolution reflète les changements sociaux, économiques et culturels de la société française.
Le XXe siècle est la période ou l'œnophilie va se développer le plus largement. Au début du siècle le tourisme se développe et la popularisation des vins se fait, aidé par la création des Appellations d'origine contrôlées. À la fin du siècle, le métier de sommelier se répand, des revues spécialisées sont créées et le journalisme dédié à la gastronomie se développe, et de nouvelles formes de dégustations vulgarisent la pratique. En même temps la gastronomie s'associe à une forme plus hédonique.

## Thèmes de l'œnophilie

### Histoire de la vigne et du vin
L'étude de la culture de la vigne et de la production de vin constitue une part de l'œnophilie, mêlant l'Histoire et les techniques de viticulture et d'œnologie.
La vigne et le vin ont joué un rôle crucial dans les sociétés, étant liés à leurs économies, cultures et religions au fil des millénaires. Le vin, associé à des valeurs symboliques diverses telles que la fête et la convivialité, demeure un élément présent dans la plupart des pays du monde, reflétant une histoire longue et complexe. 

### Dégustation

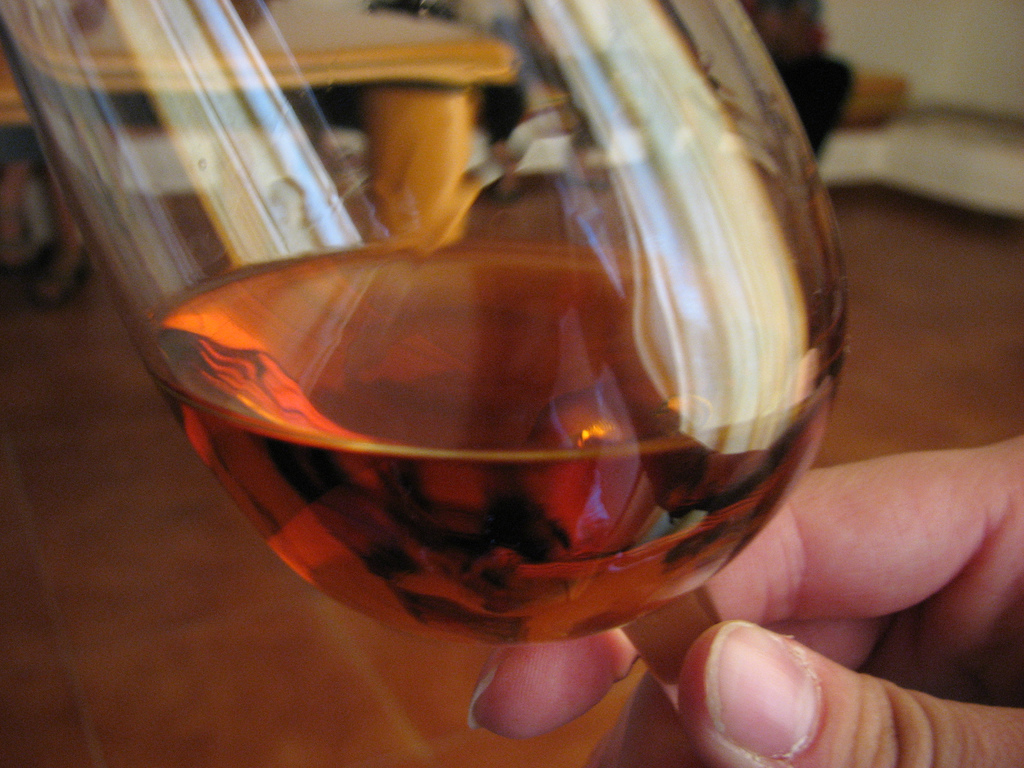
Appréciation de la couleur d'un vin.

Au cœur de l'œnophilie, la dégustation du vin est un processus méticuleux explorant les aspects sensoriels qu'il procure. De la couleur à l'arôme, chaque élément est apprécié attentivement. La mémoire contribue à l'appréciation de chaque dégustation, l'expérience s'enrichissant au fil du temps. La dégustation permet la comparaison de vins entre eux, et d'évaluer l'appréciation de chacun pour l'œnophile.

### Œnotourisme
L'œnophilie s'étend au-delà de la dégustation et englobe l'œnotourisme. Les amateurs de vin visitent des vignobles, apprennent sur les méthodes de vinification, et découvrent les nuances des différentes régions viticoles.

### Vin et Culture
Le vin est intimement lié à la culture, influençant les différentes formes d'arts, les traditions, et les rituels. Son rôle culturel est souvent reflété dans les pratiques locales.

### Vin et religion
Le vin a une signification religieuse dans certaines traditions, jouant un rôle central dans des rituels symboliques.

### Gastronomie
L'œnophilie se marie naturellement avec la gastronomie, accentuant l'expérience culinaire par des associations savantes entre vin et plat.

### Collection, œnographilie, placomusophilie, buttappoenophilie

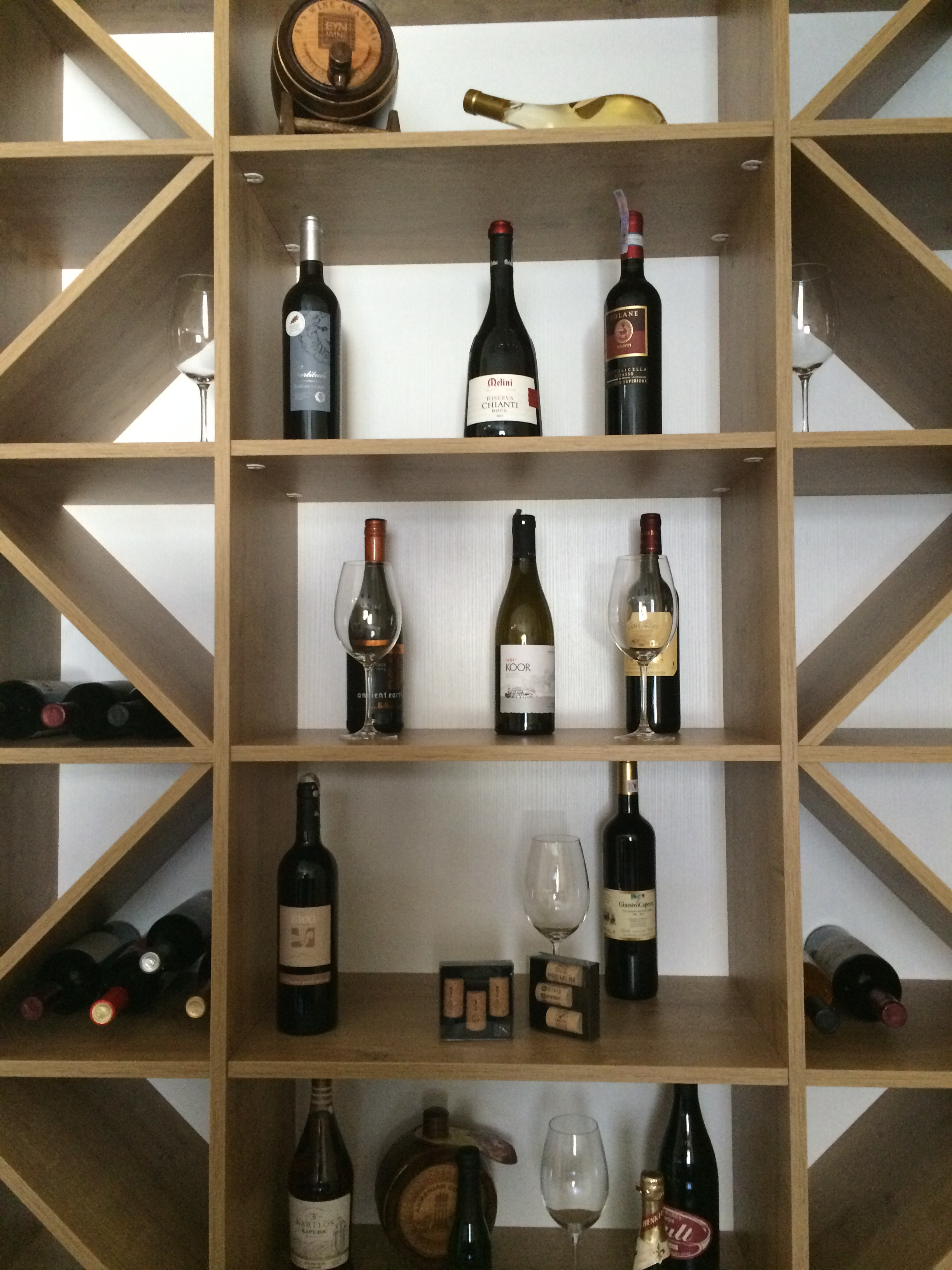
Collection de bouteilles de vin.

Plusieurs loisirs se regroupent autour du vin, d'une part la collection de bouteilles elles-mêmes, pouvant être bues par la suite, mais parfois étant destinées à être conservées indéfiniment. Le fait que le vin soit différent selon les millésimes et évolue avec le temps multiplie les pièces d'une collection. La rareté augmente généralement avec les anciens millésimes.
On retrouve d'autres loisirs, notamment les collections d'objets liés à la bouteille de vin, symbolisant le vin qui a été dégusté.
- Certains pratiquent l'œnographilie en collectionnant les étiquettes de vins.
- La placomusophilie se concentre sur les plaques de muselets, les capsules coiffant les bouteilles de vin effervescents.
- La buttappoenophilie, consistant à collectionner des bouchons de bouteilles, contribue à l'œnophilie en préservant les souvenirs associés à chaque bouteille ouverte.